# Come into My World
A Come into My World című dal az ausztrál Kylie Minogue 8. Fever című stúdióalbumának 4. és egyben utolsó kimásolt kislemeze. A dalt Cathy Dennis és Rob Davis írta, melynek producerei is ők voltak. A "Come into My World" egy dance-pop dal, amelyben az énekesnő könyörög a kedvesének, hogy lépjen be saját világába. A dal az Egyesült Államokban a 3. kimásolt, és egyben utolsó  kislemez volt, mely 2002. novwember 4-én jelent meg.
A "Come into My World" kritikai fogadtatása pozitív volt. A kritikusok többsége dicsérte a dal kompozícióját, és kereskedelmi sikerét. Ausztráliában a dal a 4. helyezést érte el az ARIA listán. Az Egyesült Királyságban mérsékelt siker volt, ahol a 8. helyen végzett a kislemezlistán. A kislemez Top 20-as helyezett volt Belgiumban, Németországban, Olaszországban, Romániában, Kanadában, és Új-Zélandon is. valamint az amerikai Billboard Hot 100-on, ahol a 91. helyen végzett.
A dalhoz készült klipet Michel Gondry rendezte. A klipben Minogue több példányban látható Párizs utcáin, ahol sétál a többi városlakóval együtt. A videó pozitív kritikákat kapott, és a kritikusok dicsérték a klip ötletét. A "Come into My World" című dalt először a KylieFever2002 turnén adták elő, majd a 2011-es Aphrodite: Les Folies Tour részeként, minden turnéállomáson. A dalt 2004-ben Grammy-díjjal jutalmazták, mellyel Minogue első Grammy-díja lett.

## Előzmények és összetétel
A 8. Fever című stúdióalbum és az album később megjelent kislemezeinek sikerét követően a Can’t Get You Out of My Head, In Your Eyes, és a Love at First Sight után Minogue kiadója, a Parlophone úgy döntött, hogy kiad egy negyedik kislemezt. Minogue számos producert bevont a munkálatokba, köztük, Rob Davist, és Cathy Dennist, akik korábban Minogue-val dolgoztak, és a duó írta a "Come into My World" című dalt is. Minogue hivatalos weboldala szerint a "Come into My World" az utolsó pillanatban készült el az albumra. A Parlophone kiadó a "Fever" negyedik, és egyben utolsó kislemezeként választotta ki a dalt, és 2002. november 4-én jelentette meg Ausztráliában. Az európai megjelenés 2002. november 11-én volt.
A dal maxi CD-s változata tartalmazza a kislemez remixeit, a Love at First Sight élő változatait, és a "Fever" című dalt. A dal DVD-n is megjelent. Az egyetlen változat, amely további énekhangokat is tartalmaz, később a "Fever" album fizikai és digitális újrakiadásában jelent meg.
Az NME szerint a "Come into My World" az ugyanezen a található "Can't Get You Out of My Head" című dal származéka. Jason Thompson (PopMatters) szerint a dal Minogue "szeretetért való könyörgését" írja le, ahogy meghívja partnerét saját életébe.

## Borító
A "Come into My World" című dal kiadványaihoz készült fotókat Nick Knight készítette, aki a Love at First Sight-hoz is készített fényképeket. 2002-ben Minogue elindította Kylie nevű fehérnemű kollekcióját, és felkérte Knightot, hogy készítsen fényképeket a népszerűsítés érdekében. A fotókat később felhasználták a "Love at First Sight" borítóhoz. Knightot Minogue kérte fel, hogy készítse el a kislemez borító grafikáját, amelyen Minogue egy csokor virágot tart. A fotón különböző fények vetülnek Minogue bőrére, hasonlóan az 1997-es Impossible Princess című stúdióalbum borítójához. A második CD kislemez változat fotóján más pózban látható az énekesnő, a DVD borítón pedig a CD lemez közeli felvétele látható. Minogue kreatív munkatársa, és közeli barátja William Baker így kommentálta a fotózást: "Kylie rendelkezik azzal a meghatározhatatlan sztárminőséggel, és karizmával, amely oly gyakran hiányzik sok kortársából". Minogue 2012-es Kylie/Fashion című könyvébe is bekerültek a borítóhoz készült fényképek.

## Kritikák

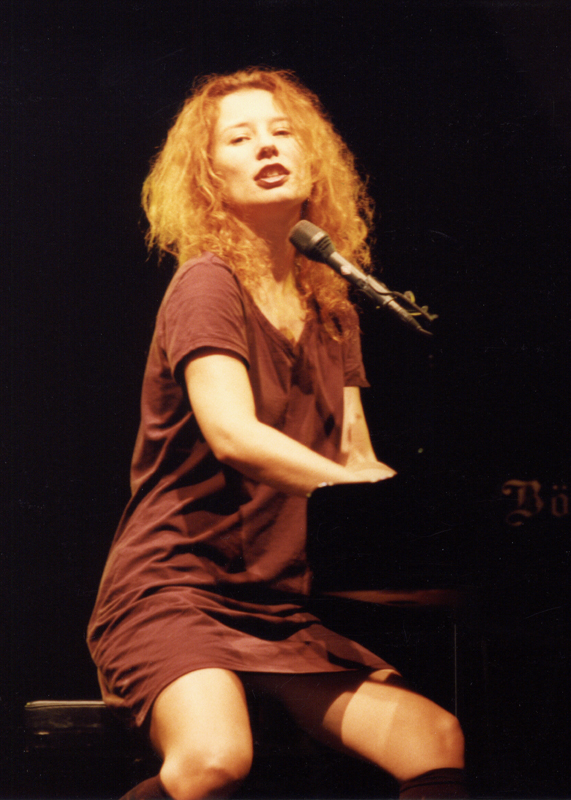
A „Come into My World” zenekari feldolgozását Tori Amos amerikai művész munkájához hasonlították

Chris True (Allmusic) kiemelte a dalt az album dalai közül, melyet kimagasló teljesítményként jellemzett. Jon O'Brien a 2011-es The Albums 2000-2010-es válogatásalbumon szereplő "Come into My World" című dalt tárgyalta, és így nyilatkozott: A dal tele van gitárárnyalatokkal, szűrt house szintetizátorokkal, és csúszós elektroval, bár a hipnotikusan hipnotikus "Can't Get You Out of My Head" vitathatatlanul karrierje legnagyobb slágere, az album korántsem egy trükkös lemez, tele eurófiával. A Stardust ihlette Love at First Sight és "Come into My World" hűvös álompopja szintén rávilágít arra, hogy Minogue csábító dorombolása milyen halálos fegyver. Scott Harrah a Stagezine-től a Fever album kislemezeit, és azok kereskedelmi sikereit taglalta, amely szerint az első négy kislemez, köztük a "Come into My World" ellenállhatatlan dance-pop dal, amelytől Amerika újra beleszeretett Kylie-ba.
Minogue a 2012-es The Abbey Road Sessions című válogatásalbumához újra felvette a dal zenekari változatát. A verzió kedvező kritikákat kapott. Annie Zaleski a The A.V. Club szerint a "Come into My World" úgy hangzik, mint a korai Tori Amos jóvoltából egy kacér hangfelvétel, és egy klasszikus ihletésű zongora... March Hirsch a The Boston Globe munkatársa azt mondta: A dal nagy borzongást keltett, az olyan hatalmas – tengerentúli – slágerekkel, mint az I Believe in You és a "Come into My World" koktél folk stílusa, vagy a Shirley Bassey féle nightclub soul apróságokká varázsolja őket. Kderült, hogy ezek a dalok igazán táncolni akarnak. A samesame ausztrál weblap egyik kritikusa azt mondta: "Bármilyen nagyszerű volt az eredeti, az itt található verziót hallgatva – akárcsak a The Abbey Road összes dalát – ráébreszti az embert, mi a legnagyobb vívmánya ennek a projektnek – nevezetesen az, hogy Minogue-nak megadta azt, amire mindvégig szüksége volt ahhoz, hogy bebizonyítsa, hogy rosszallói tévednek: megadván a teret ahol pihenhet, lélegezhet, és egyszerűen énekelhet".

### Elismerések
A 2003-as ARIA Music Awards-on a "Come into My World" című dalt a legjobb popzene kategóriában jelölték, valamint Minogue-t jelölték a legjobb női előadó díjára is, azonban elveszítette a Delta Goodrem debütáló albuma az "Innocent Eyes" valamint a 2002-ben megjelent "Born to Try" című kislemeze ellen. Ugyanebben az évben Minogue elnyerte a legjobb zenei videó díjat a "Come into My World" klipjéért az UK CADS díjkiosztó gálán. 2004-ben a "Come into My World"-ot Grammy-díjra jelölték a legnagyobb táncdal kategóriában. Minogue-nak ez volt a második egymást követő jelölése, amelyet korábban a 2003-as Love at First Sight című dalra jelölték ugyanebben a kategóriában. 2005-ben még kétszer jelölték a Slow című dalt, illetve 2006-ban az I Believe in You című dalt. Minogue aznap este elnyerte a díjat, mely az első alkalom volt, hogy ausztrál előadó zenei díjat nyert az amerikai díjátadó egyik fő kategóriájában, azóta, mióta az ausztrál Men at Work rockegyüttes 1982-ben elnyerte a "legjobb új előadónak" járó djíat, és a nyolcadik ausztrál, aki Grammy-díjat nyert. Ez a dal volt Minogue egyetlen Grammy-díjas dala, mígnem 2024-ben a Padam Padam elnyerte a legjobb popdal kategóriában a Grammy-díjat. Minogue nem vett részt a díjátadón, azonban 2004. február 8-án Los Angelesben, Kaliforniában átvette a díjat a kulisszák mögötti sajtótájékoztatón, és részt vett a Grammy díjátadón, egy évvel korábban ugyanazon a helyen, és csak ott jelent meg. Minogue elmondta, hogy nagyon különleges érzés, nagyon izgatott, és alig várja, hogy hazavigye a díjat.

## Kereskedelmi teljesítmények
A "Come into My World" a 8. helyen debütált a brit kislemezlistán, azonban így is a Fever legalacsonyabban teljesítő kislemeze lett, de így is tíz hétig volt Top 100-as helyezés. Ausztráliában a dal a legjobb tíz között szerepelt, miután a 4. helyen debütált az ausztrál kislemezlistán, és kilenc hétig maradt helyezett. A dalt az Ausztrál Hanglemezgyártók Szövetsége arany minősítéssel jutalmazta a 35.000 eladott példányszám alapján. Új-Zélandon a dal a 34. helyen debütált, majd a 20. helyre került, és tizenegy hétig volt helyezett. Az Egyesült Államokban a dal a 91. helyezett volt a Billboard Hot 100-on, amely a legalacsonyabban szereplő dala lett az országban, mígnem a 2003-as "Slow" című dalával holtversenybe került. A dal a 28. volt az US Dance Club Songs listán, illetve A Mainstream Top 40-es listán. 2011 márciusában a "Come into My World2 az ötödik legtöbbet eladott kislemez volt az Egyesült Államokban, illetve a harmadik legtöbbet eladott kislemez a Fever kislemezek közül, amelyből 56.000 példányt értékesítettek.

## Videoklip

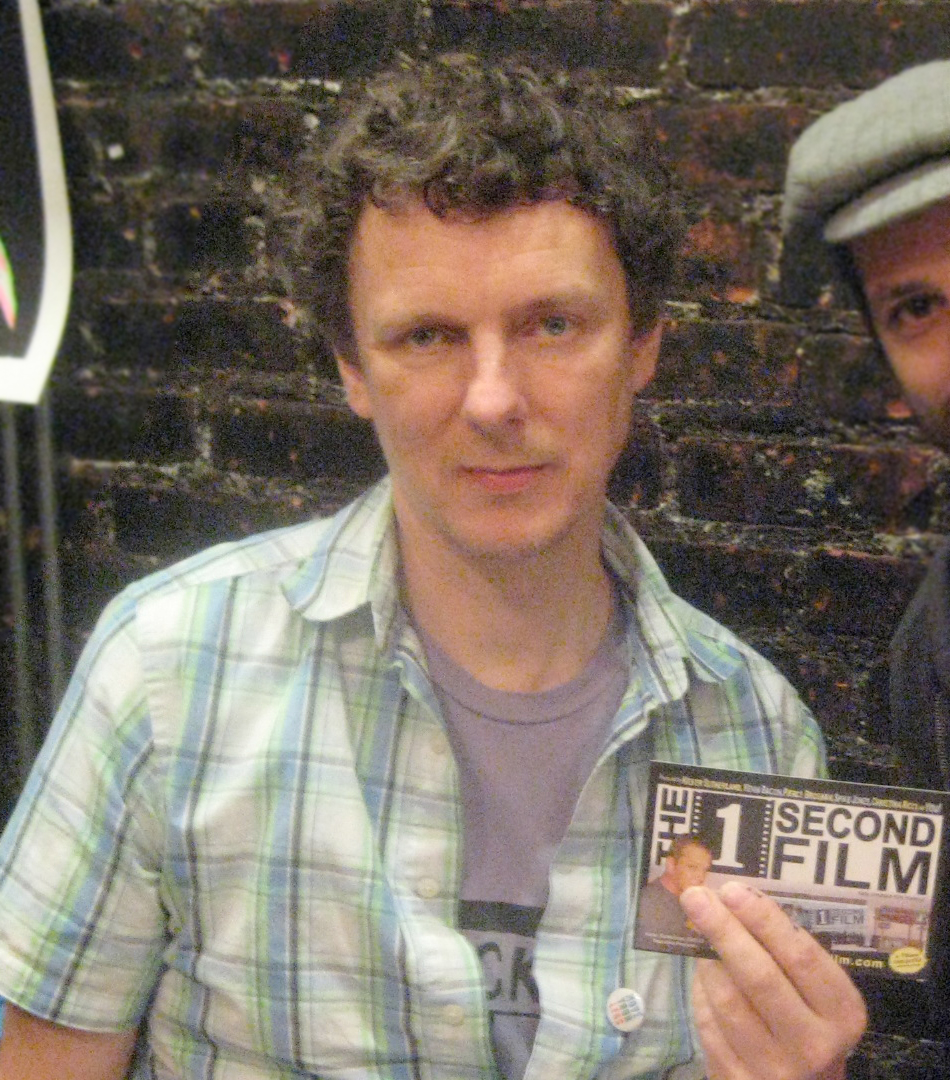
Michel Gondry francia rendező rendezte a dalhoz tartozó videoklipet.

A dalhoz tartozó klipet Michel Gondry francia rendező rendezte, aki a klipben használt koncepciót már korábban is használta Neneh Cherry "Feel It" című videójában. A klipet 2002. szeptember 8-án forgatták a Rue du Point du Jour ÉS A Rue de Solférino kereszteződésében, Párizs Boulogne-Billancourt külvárosában. Ötven statiszta volt jelen a forgatáson, köztük Sacha Bourdo orosz színész. A videóban, amelynek megtervezése, és digitális előkészítése tizenöt napig tartott – Minogue egy kereszteződésben sétálgat. Minden alkalommal, amikor megtesz egy teljes kört, megjelenik egy másolata az egyik boltban, és a videó végére négy különböző Minogue másolat látható egy rendkívül kaotikus jelenet közepette, ahol mindegyik háttérextra négyszer szerepel. A videó az ötödik Minogue felbukkanásával ér véget, miközben a kép elhalványul, egy ujabb iteráció kezdetekor.
A Slant magazin kritikusa a "Come into My World" videóját a Best of the Aughts: Music Videos listáján az első helyre helyezte. A bíráló a videót Zbigniew Rybczyński "Tango" című rövid animációs filmjéhez hasonlította. A Pitchfork Media a 14. helyre tette a 2000-es évek legjobb 50 zenei videója listán. Scott Plagenfoef a következőt mondta a videóról: "Az évtized legismételhetőbb videója, ahol Michel Gondry előveszi a "Star Guitar" szorzási trükköt, és Kylie-re Párizs utcáin alkalmazza". A Complex a 79. helyre helyezte a klipet a 100 legjobb zenei videó listáján. A Rolling Stone magazin 2021 júliusában az 59. helyre helyezte a dalt a 100 legjobb zenei videó listáján.

## Élő előadások

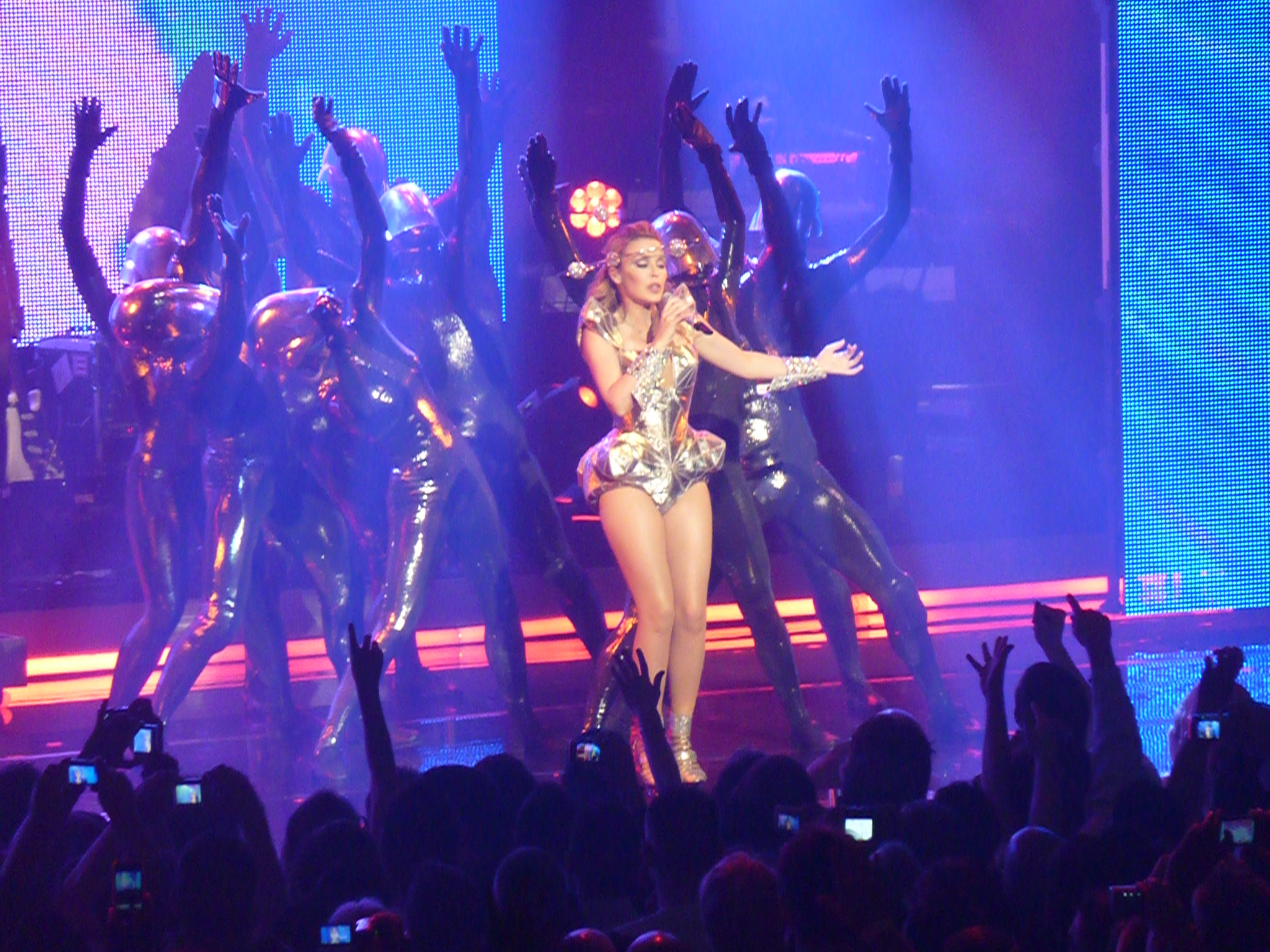
Minogue előadja a dalt a For You, For Me Tour turnén 2009-ben.

A dal felkerült a KylieFever2002 turné bevezető szegmensébe, amelyet a Fever népszerűsítésére indítottak. A "Come into My World" 2005-ben felkerült Minogue Showgirl: The Greatest Hits Tour turnéjának listájára, azonban a koncertturnét nem tudta befejezni, mivel korai mellrákot diagnosztizáltak nála.  A kezelés és felépülés után 2007-ben folytatta a koncertturnéját Showgirl: The Homecoming Tour címen, és a dal ismét felkerült a repertoárba. 2008-ban előadta a dalt a KylieX2008 turnén, amellyel a 10. X stúdióalbum népszerűsítésére indítottak. A show nyolc felvonásra oszlott, és a "Come into My World" az ötödik felvonásban, "Naughty Manga Girl" címmel szerepelt Fisherspooner remix változatban. 2009-ben előadta a dal új változatát a For You, For Me Tour turnén, amely az első Észak-Amerikai koncertkörútja volt, az "Xlectro Static" fellépéshez. Minogue 2011-es Aphrodite: Les Folies Tour világ körüli turnéjának acapella változatát adta elő a kiválasztott helyeken, a rajongók kérésére. A dal szerepelt a Summer 2015-ös turnén is, ahol a dalt az angliai Newmarketben, és Merseysideban adta elő. 2020-ban a dal akusztikus részlete hangzott el a 2019-es nyári turné  São Paulo-i dátumának ráadásában, miután a rajongók a koncert alatt kérték.

## Egyéb megjelenések
A "Come into My World" több Minogue válogatásalbumon is szerepelt. A dal először a 2004-es Ultimate Kylie válogatás album 2. lemezén jelent meg. A Fisherspooner remix Minogue 10. remixalbumán a "Boombox"-on kapott helyet. A dal zenekari változata a 13. The Abbey Road Sessions-on kapott helyet. A dal Minogue 2011-es The Albums 2000-2010 box set válogatásán is megjelent, illetve hallható a 2019-es Step Back in Time: The Definitive Collection című lemezen is. A dal videoklipje a 2004-es Ultimate Kylie videós válogatására is felkerült. A Fever Tour, a Showgirl: The Homecoming Tour, és a For You, For Me Tour élő változatai a megfelelő élő kiadásokon jelentek meg. 2018. február 16-án Betty Who ausztrál énekesnő kiadta a dal saját feldolgozását az Amazon Music in Australia című válogatásalbumán.

## Formátumok és számlista
| Ausztrál és UK CD1 1. "Come into My World" – 4:06 2. "Come into My World" (Ashtrax Remix) – 5:02 3. "Come into My World" (Robbie Rivera's Hard & Sexy Mix) – 7:01 4. "Come into My World" (video) Ausztrál és UK CD2 1. "Come into My World" – 4:06 2. "Love at First Sight" (live) – 4:19 3. "Fever" (live) – 3:43 Ausztrál UK DVD single 1. "Come into My World" (live video) – 7:22 2. "Come into My World" (Fischerspooner Mix audio) – 4:17 3. Documentary Footage (video excerpt) – 1:56 | Európai és Kanadai két számos CD single 1. "Come into My World" – 4:06 2. "Come into My World" (Fischerspooner Mix) – 4:17 Francia CD single 1. "Come into My World" – 4:06 2. "Come into My World" (Fischerspooner Mix) – 4:17 3. "Come into My World" (Joachim Garraud Mix radio edit) – 3:51 US 12-inch bakelit A1. "Come into My World" (Robbie Rivera's Hard & Sexy Mix) – 7:01 A2. "Come into My World" (remix) – 4:06 B1. "Come into My World" (Fischerspooner Mix) – 4:17 B2. "Come into My World" (Ash Mix) – 5:00 |

## Slágerlista
| Slágerlista (2002–2003)               | Legjobb helyezések |
| ------------------------------------- | ------------------ |
| Ausztrália (ARIA)                     | 4                  |
| Australia Dance (ARIA)                | 2                  |
| Ausztria (Ö3 Austria Top 40)          | 59                 |
| Belgium (Ultratop 50 Flanders)        | 35                 |
| Belgium (Ultratip Wallonia)           | 2                  |
| Canada (Nielsen SoundScan)            | 15                 |
| Canada CHR/Top 40 (Nielsen BDS)       | 26                 |
| Dánia (Tracklisten Top 40)            | 15                 |
| Europe (Eurochart Hot 100)            | 20                 |
| Franciaország (Single Top 100)        | 78                 |
| Németország (Media Control Charts)    | 47                 |
| Magyarország (Rádiós Top 40)          | 10                 |
| Írország (IRMA)                       | 11                 |
| Olaszország (FIMI)                    | 13                 |
| Hollandia (Top 40)                    | 24                 |
| Hollandia (Single Top 100)            | 35                 |
| Új-Zéland (Recorded Music NZ)         | 20                 |
| Romania (Romanian Top 100)            | 12                 |
| Skócia (Scottish Singles Top 40)      | 9                  |
| Spanyolország (PROMUSICAE)            | 15                 |
| Svájc (Schweizer Hitparade)           | 66                 |
| Egyesült Királyság (UK Singles Chart) | 8                  |
| US Billboard Hot 100                  | 91                 |
| US (Dance Singles Sales) Billboard    | 20                 |
| US Mainstream Top 40 (Billboard)      | 28                 |

| Slágerlista (2002)         | Helyezések |
| -------------------------- | ---------- |
| Canada (Nielsen SoundScan) | 80         |
| UK Airplay (Music Week)    | 72         |
| Slágerlista (2003)         | Helyezések |
| Colombia (B & V Marketing) | 6          |
| Romania (Romanian Top 100) | 42         |

## Minősítések és eladások
| Régió             | Minősítés | Eladott példányszám |
| ----------------- | --------- | ------------------- |
| Ausztrália (ARIA) | arany     | 35 000^             |
| Egyesült Államok  |           | 56.000              |

## Megjelenések
| Ország           | Dátum             | Formátum(ok)                                 | Label(s)          | Ref(s). |
| ---------------- | ----------------- | -------------------------------------------- | ----------------- | ------- |
| Egyesült Államok | 2002.október 21.  | Contemporary hit rhythmic contemporary radio | Capitol           | [ 68 ]  |
| Ausztrália       | 2002. november 4. | CD                                           | Festival Mushroom |         |
| Európa           | 2002. november 11 | CD                                           | Parlophone        | [ 69 ]  |